# Demonlover
Pour les articles homonymes, voir L'Amant diabolique.
Pour plus de détails, voir Fiche technique et Distribution.
Demonlover ou L'Amant diabolique au Québec est un film français réalisé par Olivier Assayas, sorti en 2002.

## Synopsis
Diane (Connie Nielsen) travaille pour une entreprise française qui veut acheter une firme japonaise d'animation. Mandée par un mystérieux organisme, elle empoisonne sa supérieure Karen (Dominique Reymond) et prend sa place. La firme concurrente dans la tentative d'achat est américaine et Diane doit affronter Elaine (Gina Gershon) d'une façon peu courtoise, qui tourne mal. Pendant ce temps, l'assistante de Diane, Elise (Chloe Sevigny), reste loyale à Karen, et ne favorise pas les manipulations de Diane. Diane découvre enfin que toute l'affaire correspond aussi à un site internet qui fait sur commande de la vidéo de torture réelle...

## Fiche technique
- Titre : Demonlover
- Titre québécois : L'amant diabolique
- Réalisation : Olivier Assayas
- Scénario : Olivier Assayas
- Production : Jean Coulon, Claude Davy et Xavier Giannoli
- Budget : 7 millions d'euros
- Musique : Jim O'Rourke, Sonic Youth et Darkthrone.
- Photographie : Denis Lenoir
- Montage : Luc Barnier
- Décors : François-Renaud Labarthe
- Costumes : Anaïs Romand
- Pays de production :  France
- Format : couleurs - 2,35:1 - DTS-ES / Dolby Digital EX - 35 mm
- Genre : drame, thriller
- Durée : 129 minutes
- Dates de sortie : 
  - France : 19 mai 2002 (festival de Cannes)
  - France : 6 novembre 2002
  - Belgique : 15 janvier 2003
- Film interdit aux moins de 12 ans lors de sa sortie en salles et aux moins de 16 ans à la télévision en France

## Distribution
- Connie Nielsen : Diane de Monx
- Charles Berling : Hervé Le Millinec
- Chloë Sevigny : Elise Lipsky
- Dominique Reymond : Karen
- Jean-Baptiste Malartre : Henri-Pierre Volf
- Gina Gershon : Elaine Si Gibril
- Edwin Gerard : Edward Gomez
- Thomas M. Pollard : Avocat américain
- Abi Sakamoto : Kaori - la traductrice
- Naoko Yamazaki : Eiko
- Nao Omori : Shoji
- Jean-Pierre Gos : Verkamp - Contact Diane
- Julie Brochen : Gina - Amie de Diane
- Randall Holden : Ray
- Alexandre Lachaux : Erwan - Broker
- Asian Shan : une femme du site Hellfire Club

## Autour du film
- Le tournage s'est déroulé de juillet à septembre 2001 à Paris, ainsi qu'au Japon et au Mexique.
- Le générique du début reprend des éléments des spectacles [OR] de Dumb Type (Japon) et MODELL 5 de Granular-Synthesis (Autriche)

## Distinctions
- Sélection officielle du Festival de Cannes 2002
- Primé au Camerimage de 2002 d'un Bronze Frog en faveur de Denis Lenoir (également nommé pour un Golden Frog)
- Primé au Sitges - Catalonian International Film Festival de 2002 
  - pour la meilleure bande son (Best Original Soundtrack) en faveur de Sonic Youth
  - pour le José Luis Guarner Critic's Award en faveur d'Olivier Assayas
  - également nommé en vue du meilleur film en faveur d'Olivier Assayas